# Judith von Baden († 1162)
Judith von Baden († 1162) war die Tochter des badischen Markgrafen  Hermann II. und dessen Frau Judith von Backnang.  
Wie für Nachkommen eines regierenden Markgrafen damals üblich wurde sie als „Markgräfin“ tituliert. Möglicherweise heiratete sie Herzog Ulrich I. von Kärnten († 1144); es könnte sich bei dessen Ehefrau aber auch um eine namentlich nicht bekannte Schwester gehandelt haben.
Sie starb 1162 und wurde in einem Steinsarkophag in der Augustinuskapelle im Kreuzgang des Stifts Backnang bestattet. Das Grabmal wurde 1513 auf Veranlassung Christophs I. von Baden geöffnet, mit einer Beschriftung versehen und in den Chor der Kirche verlegt. 1929 wurde dann der Sarkophag in die Krypta gebracht.